# Joaquim Moutinho
Joaquim Moutinho da Silva Santos (Porto, 14 dicembre 1951 – 22 novembre 2019) è stato un pilota di rally portoghese, vincitore del rally del Portogallo 1986 evento facente parte del Campionato del mondo rally e unico portoghese a riuscirci.

## Carriera
Moutinho ha partecipato principalmente al campionato portoghese di rally, che ha vinto nel 1985 e 1986 a bordo di una Renault 5 Turbo. Ha preso parte al Rally del Portogallo nove volte tra il 1973 e il 1986, finendo nono nel 1981 su un'Opel Kadett GT/E.
Moutinho ha anche partecipato regolarmente al campionato portoghese di Touring Car (CNV), vincendo la classe B2 nel 1981 in su una Porsche 911 Gruppo 5. È morto il 22 novembre 2019 all'età di 67 anni.

## Risultati nel WRC
| 1973 | Scuderia                 | Vettura          |  |  |     |  |  |  |  |  |  |  |  |  |  |  |  |  | Punti | Pos. |
| ---- | ------------------------ | ---------------- |  |  | --- |  |  |  |  |  |  |  |  |  |  |  |  |  | ----- | ---- |
| 1973 | British Leyland Portugal | Austin Maxi 1750 |  |  | Rit |  |  |  |  |  |  |  |  |  |  |  |  |  |       |      |

| 1978 | Scuderia | Vettura          |  |  |  |     |  |  |  |  |  |  |  |  |  |  |  |  | Punti | Pos. |
| ---- | -------- | ---------------- |  |  |  | --- |  |  |  |  |  |  |  |  |  |  |  |  | ----- | ---- |
| 1978 | Arbö     | Opel Kadett GT/E |  |  |  | Rit |  |  |  |  |  |  |  |  |  |  |  |  |       |      |

| 1979 | Scuderia           | Vettura                  |  |  |     |  |  |  |  |  |  |  |  |  |  |  |  |  | Punti | Pos. |
| ---- | ------------------ | ------------------------ |  |  | --- |  |  |  |  |  |  |  |  |  |  |  |  |  | ----- | ---- |
| 1979 | Team Lopes Correia | Ford Escort RS 2000 MKII |  |  | Rit |  |  |  |  |  |  |  |  |  |  |  |  |  | 0     |      |

| 1980 | Scuderia | Vettura                  |  |  |     |  |  |  |  |  |  |  |  |  |  |  |  |  | Punti | Pos. |
| ---- | -------- | ------------------------ |  |  | --- |  |  |  |  |  |  |  |  |  |  |  |  |  | ----- | ---- |
| 1980 | Proloco  | Ford Escort RS 2000 MKII |  |  | Rit |  |  |  |  |  |  |  |  |  |  |  |  |  | 0     |      |

| 1981 | Scuderia            | Vettura          |  |  |   |  |  |  |  |  |  |  |  |  |  |  |  |  | Punti | Pos. |
| ---- | ------------------- | ---------------- |  |  | - |  |  |  |  |  |  |  |  |  |  |  |  |  | ----- | ---- |
| 1981 | Team Miura / Ciprac | Opel Kadett GT/E |  |  | 9 |  |  |  |  |  |  |  |  |  |  |  |  |  | 2     | 56º  |

| 1984 | Scuderia     | Vettura                       |  |  |     |  |  |  |  |  |  |  |  |  |  |  |  |  | Punti | Pos. |
| ---- | ------------ | ----------------------------- |  |  | --- |  |  |  |  |  |  |  |  |  |  |  |  |  | ----- | ---- |
| 1984 | Renault Galp | Renault 5 Turbo Tour de Corse |  |  | Rit |  |  |  |  |  |  |  |  |  |  |  |  |  | 0     |      |

| 1985 | Scuderia     | Vettura                       |  |  |     |  |  |  |  |  |  |  |  |  |  |  |  |  | Punti | Pos. |
| ---- | ------------ | ----------------------------- |  |  | --- |  |  |  |  |  |  |  |  |  |  |  |  |  | ----- | ---- |
| 1985 | Renault Galp | Renault 5 Turbo Tour de Corse |  |  | Rit |  |  |  |  |  |  |  |  |  |  |  |  |  | 0     |      |

| 1986 | Scuderia     | Vettura                       |  |  |   |  |  |  |  |  |  |  |  |  |  |  |  |  | Punti | Pos. |
| ---- | ------------ | ----------------------------- |  |  | - |  |  |  |  |  |  |  |  |  |  |  |  |  | ----- | ---- |
| 1986 | Renault Galp | Renault 5 Turbo Tour de Corse |  |  | 1 |  |  |  |  |  |  |  |  |  |  |  |  |  | 20    | 13º  |

| Legenda | 1º posto | 2º posto | 3º posto | A punti | Senza punti | Ritirato | Squalificato | NP=Non partito C=Gara cancellata | Apice=Power stage |